# 1527

## Esdeveniments

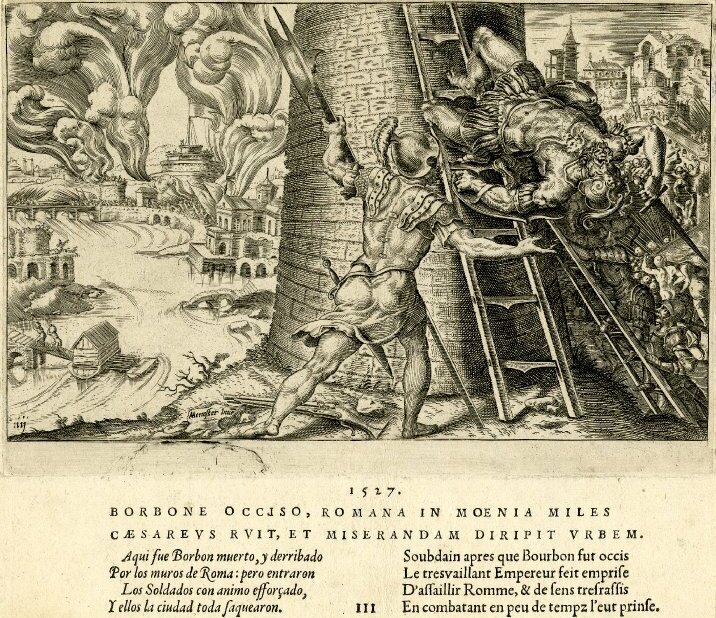
Saqueig de Roma del 1527

- 6 de maig: els soldats de l'exèrcit de l'emperador Carles V s'amotinen en no rebre la paga, i forcen al seu general, el duc Carles III de Borbó, a portar-los cap a Roma. En l'atac, el duc Carles va ser ferit de mort, diuen que per Benvenuto Cellini. La tropa, sense un comandament que la frenés, va entrar a Roma fàcilment tot i que la Guàrdia suïssa s'hi va oposar. Els seus membres van ser massacrats per l'exèrcit imperial a les escales de Sant Pere del Vaticà. Després de l'execució d'uns 4.000 defensors, i de fer presoner el papa Climent VII, va començar el saqueig de Roma que marcaria el final del Renaixement.
- Conquesta de Guatemala

## Naixements
- 21 de maig, El Escorial: Felip II de Castella (1527-98), rei de Castella, i d'Aragó i Portugal com a Felip I.
- 14 d'abril, Anvers: Abraham Ortelius, cartògraf i geògraf flamenc (m. 1598).[1]
- 15 d'octubre, Coïmbra, Portugal: Maria de Portugal i d'Habsburg, infanta de Portugal i princesa consort d'Astúries (m. 1545).[2]

## Necrològiques
- Atlihuetza, Mèxic: Acxotecatl, un dels primers protomàrtirs amerindis.
- 21 de juny - Florència: Nicolau Maquiavel, escriptor florentí (n. 1469).[3]